# Compsoctena secundella
Compsoctena secundella är en fjärilsart som beskrevs av Walsingham 1897. Compsoctena secundella ingår i släktet Compsoctena och familjen Eriocottidae. Inga underarter finns listade i Catalogue of Life.